# Saxophone Recital
Saksofonski recital Ota Vrhovnika in Jeanine Kies, z različnimi vsebinskimi podnaslovi, kot recimo Dela za saksofon (angleško Works for Saxophone), Dela za saksofon in klavir (nemško Werke für Saxophon und Klavier) ali kar Saksofon in klavir (nemško Saxophon und Klavier, angleško Saxophone & Piano, francosko Saxophone et piano, italijansko Pianoforte e sassofono), je album, ki je prvič izšel kot glasbena CD plošča leta 1992 pri založbi Antes Edition.

## Različne izdaje
Vsebina albuma je povsod enaka ne glede na različna poimenovanja ali obliko izdaje.
Kot založnik je vedno na naslovnici naveden Antes Edition, za prvo CD izdajo (1. februar 1992) stoji Bella Musica, za ponatisom (15.–16. avgust 1993) Thorofon.
Naslednja izdaja nosi datum 18. julij 1995.
Na digitalnih (MP3 in streaming) izdajah (28. septembra 2007, 5. decembra 2008 in leta 2009) je naveden še Naxos Digital.

## Seznam posnetkov
| CD              | CD                                                                                  | CD                    | CD                                | CD      |
| Št.             | Naslov                                                                              | Pisec                 | Zasedba                           | Dolžina |
| --------------- | ----------------------------------------------------------------------------------- | --------------------- | --------------------------------- | ------- |
| 1.              | „DUO: Allegro (4:28) / Adagio con molta espressione (3:47) / Allegro vivace (3:07)‟ | D. Johnston           | (za altovski saksofon in klavir)  | 11:22   |
| 2.              | „MEMENTO ET EPITAPHE: Memento (4:53) / Epitaphe (3:20)‟                             | V. Fenigstein         |                                   | 8:13    |
| 3.              | „Romaneasca 10‟                                                                     | K. Haidmayer          | (za sopranski saksofon in klavir) | 4:19    |
| 4.              | „SAXOPHONISSIMO: Meditation (4:30) / Excercice (1:55)‟                              | E. Brixel             | (za altovski saksofon solo)       | 6:25    |
| 5.              | „Recitativ in aria‟                                                                 | M. Strmčnik           | (za altovski saksofon in klavir)  | 6:29    |
| 6.              | „Teufelstanz op. 2‟                                                                 | L. Leško, O. Vrhovnik | (za altovski saksofon in klavir)  | 5:37    |
| 7.              | „Studie für Saxophon und Echo‟                                                      | F. Cibulka            |                                   | 6:06    |
| Skupna dolžina: | Skupna dolžina:                                                                     | Skupna dolžina:       | Skupna dolžina:                   | 49:10   |

## Sodelujoči
- Oto Vrhovnik – sopranski in altovski saksofon
- Jeanine Kies – klavir na posnetkih 1, 2, 3, 5 in 6